# R176 (Russland)
Die Fernstraße R176 Wjatka ist eine Fernstraße föderaler Bedeutung in Russland. Sie führt von Tscheboksary in nördlicher Richtung über Nowotscheboksarsk, Joschkar-Ola und Kirow nach Syktywkar.
Die Straße erhielt die Nummer R176 im Jahr 2010. Zuvor trug sie bis Kirow die Nummer A119, bis Syktywkar die Nummer R24.
Die Straße ist über die gesamte Länge zweispurig ausgebaut.

## Galerie

Die Wjatka über dem Tscheboksarsker Staudamm in Richtung Tscheboksary
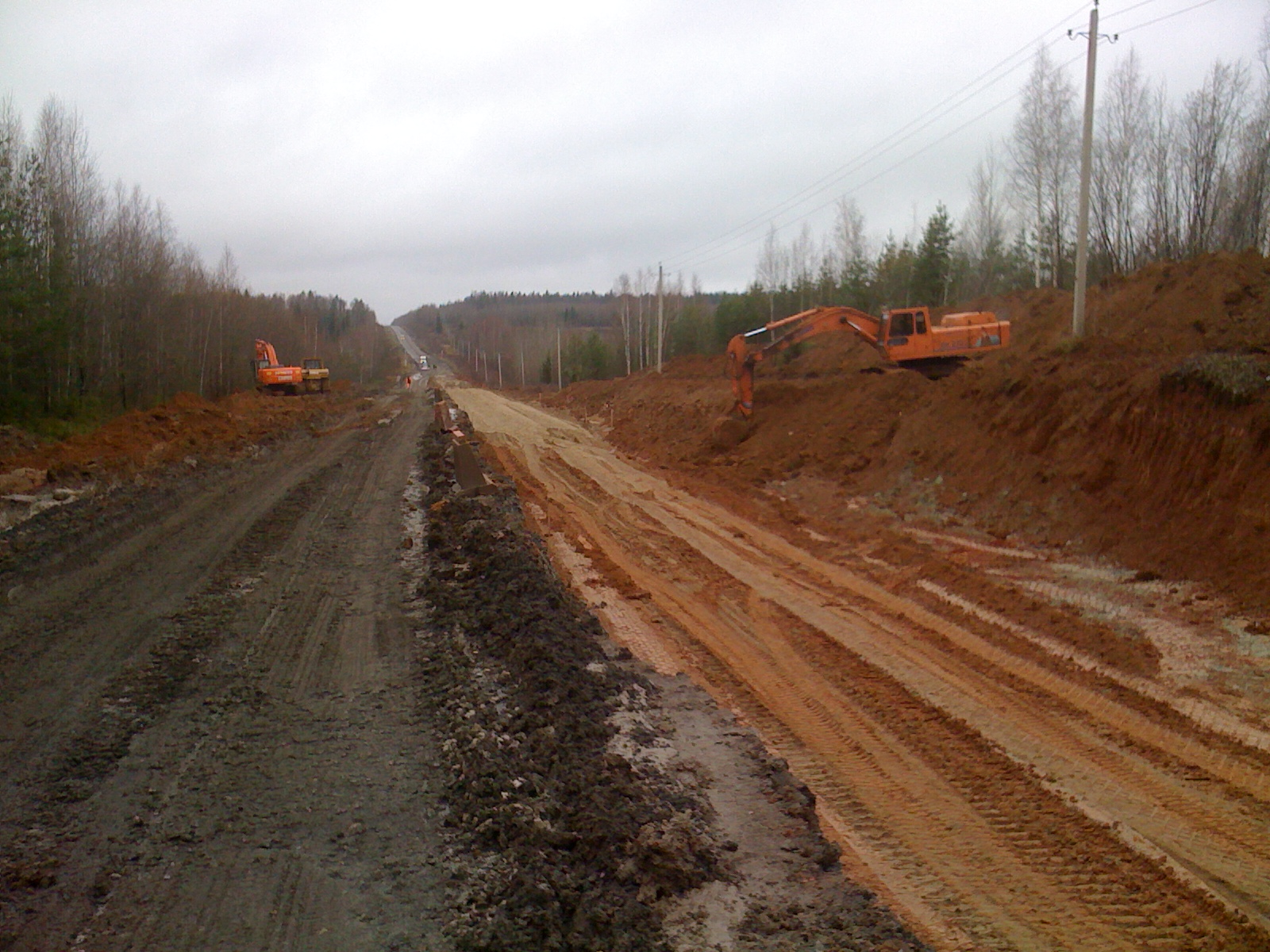
Vollsanierung der Wjatka bei Muraschi (Oktober 2011)